# Frank Shields
Francis Xavier Alexander ("Frank") Shields, Sr. (Nova Iorque, 18 de novembro de 1909 - 19 de agosto de 1975) foi um tenista amador estadunidense.